# 故に、摩天楼
「故に、摩天楼」（ゆえに、まてんろう）は、MUCCの楽曲で、32枚目のシングル。2014年9月10日、ソニー・ミュージックアソシエイテッドレコーズから発売された。

## 概要
「ENDER ENDER」以来約半年ぶりのシングル。表題曲は、『金田一少年の事件簿R』のオープニングテーマ。2013年の「World's End」以来となるアニメタイアップ作。
初回限定盤には、アルバム『THE END OF THE WORLD』とシングル「ENDER ENDER」の収録曲のデモ音源が収録されている。正式タイトルと、デモ音源時のタイトルの両方が記載されている。また、「故に、摩天楼」のミュージックビデオも封入されている。
初回仕様限定盤の初回プレスにはアニメ描き下ろしワイドキャップステッカー付き。
通常盤の他、アニメ仕様ジャケットの期間限定生産版も発売（収録内容は通常盤と同じ）。

## 収録曲
- 全編曲：ミヤ

### 初回生産限定盤
1. 故に、摩天楼
作詞・作曲：ミヤ
  - アルバム『THE END OF THE WORLD』を制作していた頃に既に存在していて、ミヤ曰く「わかりやすい曲にしたかった」。[1]

#### THE END OF THE DEMO
『ENDER ENDER』収録のデモ同様、一つのトラックとして収録されている。
カッコ（）内は当時の仮タイトルである。
1. (THE END OF THE WORLD)THE END OF THE WORLD
2. (A#)ENDER ENDER
3. (2 Step Asia)Ms.Fear
4. (TELL ME)TELL ME
5. (New Metal)モノポリー
6. (カメレオン)999-21st Century World-
7. (LOOP)369-ミロク-
8. (ジャパニーズ)JAPANESE
9. (夜間飛行)Hallelujah
10. (死んでほしい人)死んでほしい人

#### DVD
1. 故に、摩天楼 MUSIC VIDEO

### 通常盤
1. 故に、摩天楼
2. Conquest
作詞・作曲：ミヤ
  - 「アルバムの延長線上」にある曲だとミヤは語っている。
3. 故に、摩天楼 -TV EDIT-
4. 故に、摩天楼 -ORIGINAL KARAOKE-